# Canton de Taulé
Le canton de Taulé était une division administrative française, située dans le département du Finistère et la région Bretagne, il fut supprimé en 2015 après le redécoupage.

## Composition
Le canton de Taulé regroupait les communes suivantes :
| Nom               | Code Insee | Codepostal | Superficie (km2) | Population (dernière pop. légale) | Densité (hab./km2) |
| ----------------- | ---------- | ---------- | ---------------- | --------------------------------- | ------------------ |
| Taulé (chef-lieu) | 29279      | 29670      | 29,47            | 2 966 (2012)                      | 101                |
| Carantec          | 29023      | 29660      | 9,02             | 3 150 (2012)                      | 349                |
| Guiclan           | 29068      | 29410      | 42,64            | 2 364 (2012)                      | 55                 |
| Henvic            | 29079      | 29670      | 9,95             | 1 303 (2012)                      | 131                |
| Locquénolé        | 29132      | 29670      | 0,85             | 826 (2012)                        | 972                |

## Histoire
- De 1833 à 1842, les cantons de Saint-Thégonnec  et de Taulé avaient le même conseiller général. Le nombre de conseillers généraux était limité à trente par département.

### Conseillers généraux de 1833 à 2015
| Période               | Identité                                                  | Parti                       | Qualité                                                 |
| --------------------- | --------------------------------------------------------- | --------------------------- | ------------------------------------------------------- |
| 1833-1848             | voir Canton de Saint-Thégonnec                            |                             |                                                         |
| 1848-1852             | Baron Auguste Cazin d'Honincthun de la Trésorerie         |                             | Propriétaire à Taulé                                    |
| 1852-1870             | Louis Vincent Quéinnec (1819-1887)                        |                             | Cultivateur, juge de paix, maire de Guiclan (1865-1876) |
| 1870-1886 (démission) | Etienne Barazer de Lannurien (1814-1886)                  | Droite                      | Avocat à Morlaix                                        |
| 1886-1907 (décès)     | Baron Ferdinand Cazin d'Honincthun (fils d'Auguste Cazin) | Droite monarchiste          | Maire de Taulé (1882-1907)                              |
| 1908-1913 (décès)     | Louis de Kersauson                                        | Conservateur                | Maire de Plouezoc'h                                     |
| 1913-1919             | Georges Le Gac de Lansalut                                | Conservateur                | Propriétaire, maire de Taulé (1908-1943 et 1944-1945)   |
| 1919-1940             | François-Louis Guillou                                    | Rép.G                       | Négociant en vins, agriculteur, maire de Guiclan        |
|                       |                                                           |                             |                                                         |
| 1945-1968 (décès)     | Jean Corre                                                | Rép.soc → Rad-Soc → Rad ind | Minotier Maire de Taulé (1953-1968)                     |
| 1968-1982             | Jean-Yves Corre (fils du précédent)                       | Rad-Soc → PS                | Entrepreneur à Taulé                                    |
| 1982-2001             | Claude Bernard                                            | UDF-CDS                     | Conseiller municipal de Taulé (maire de 1977 à 1982)    |
| 2001-2015             | Raymond Mercier                                           | DVD                         | Chef d'entreprise Maire de Guiclan (1991-2019)          |

### Conseillers d'arrondissement (de 1833 à 1940)
| Période                                  | Période      | Identité                                     | Étiquette    | Qualité |
| ---------------------------------------- | ------------ | -------------------------------------------- | ------------ | --- |
| 1833                                     | 1839         | Yves-Marie Fagot (1799-1871)                 |              | Propriétaire, cultivateur, meunier, adjoint au maire de Guiclan                                             |
| 1839                                     | 1841 (décès) | Noël François René Broustail (1766-1841)     |              | Juge de paix à Taulé                                                                                        |
| 1842                                     | 1845         | Jean Louis Quéinnec                          |              | Juge de paix à Taulé, propriétaire à Guiclan                                                                |
| 1845                                     | 1848         | M. Hamon                                     |              | Cultivateur à Taulé                                                                                         |
|                                          |              |                                              |              | |
| 1871                                     | 1892         | Adrien de l'Espine de Grainville (1824-1905) | Droite       | Propriétaire, maire de Henvic (1867-1881 et 1884-1905)                                                      |
| 1892                                     | 1919         | François Quéinnec                            | Conservateur | Maire de Guiclan                                                                                            |
| 1919                                     | 1928         | Alexandre Hamon                              | RG           | Maire de Carantec                                                                                           |
| 1928                                     | 1940         | François-Marie Joncour                       | Démocrate    | Éleveur à Guiclan                                                                                           |
| 1940                                     |              |                                              |              | Les conseils d'arrondissement ont été suspendus par la loi du 12 octobre 1940 et n'ont jamais été réactivés |
| Les données manquantes sont à compléter. |              |                                              |              | |

## Démographie
| 1962  | 1968  | 1975  | 1982  | 1990  | 1999  | 2006   | 2011   | 2012   |
| ----- | ----- | ----- | ----- | ----- | ----- | ------ | ------ | ------ |
| 9 308 | 8 827 | 8 716 | 9 051 | 9 441 | 9 425 | 10 091 | 10 483 | 10 609 |